# Profile (filme)
Profile é um filme de suspense de 2018 dirigido por Timur Bekmambetov, baseado no livro de não ficção In The Skin of a Jihadist de Anna Erelle. É estrelado por Valene Kane, Shazad Latif, Christine Adams, Amir Rahimzadeh e Morgan Watkins.
Teve sua estreia mundial no 68º Festival Internacional de Cinema de Berlim, em 17 de fevereiro de 2018, na seção Panorama. Foi lançado nos Estados Unidos em 14 de maio de 2021, pela Focus Features.

## Elenco
- Valene Kane como Amy Whittaker
- Shazad Latif como Bilel
- Christine Adams como Vick
- Morgan Watkins como Matt
- Amir Rahimzadeh como Lou
- Emma Cater como Kathy
- Marie Hamilton como Garçonete

## Recepção
No Rotten Tomatoes, o filme detém um índice de aprovação de 59% com base em 81 críticas, e uma classificação média de 6/10. O consenso do site diz: "O truque narrativo único de Profile é o suficiente para levar o filme até a metade, mas no final das contas ele é dominado por um enredo cada vez mais ridículo". No Metacritic, o filme tem uma pontuação média ponderada de 54 de 100, com base em 21 avaliações, indicando "críticas mistas ou médias".